# Belince
Belince é um município da Eslováquia, situado no distrito de Topoľčany, na região de Nitra. Tem 2,1 km² de área e sua população em 2018 foi estimada em 349 habitantes.

## Demografia
| Ano:        | 1994 | 2004   | 2014    | 2024    |
| ----------- | ---- | ------ | ------- | ------- |
| Broj ljudi: | 267  | 281    | 324     | 376     |
| Razlika:    |      | +5,24% | +15,30% | +16,04% |

| Ano:               | 2023 | 2024   |
| ------------------ | ---- | ------ |
| Número de pessoas: | 383  | 376    |
| Diferença:         |      | -1,82% |